# María Corina Machado

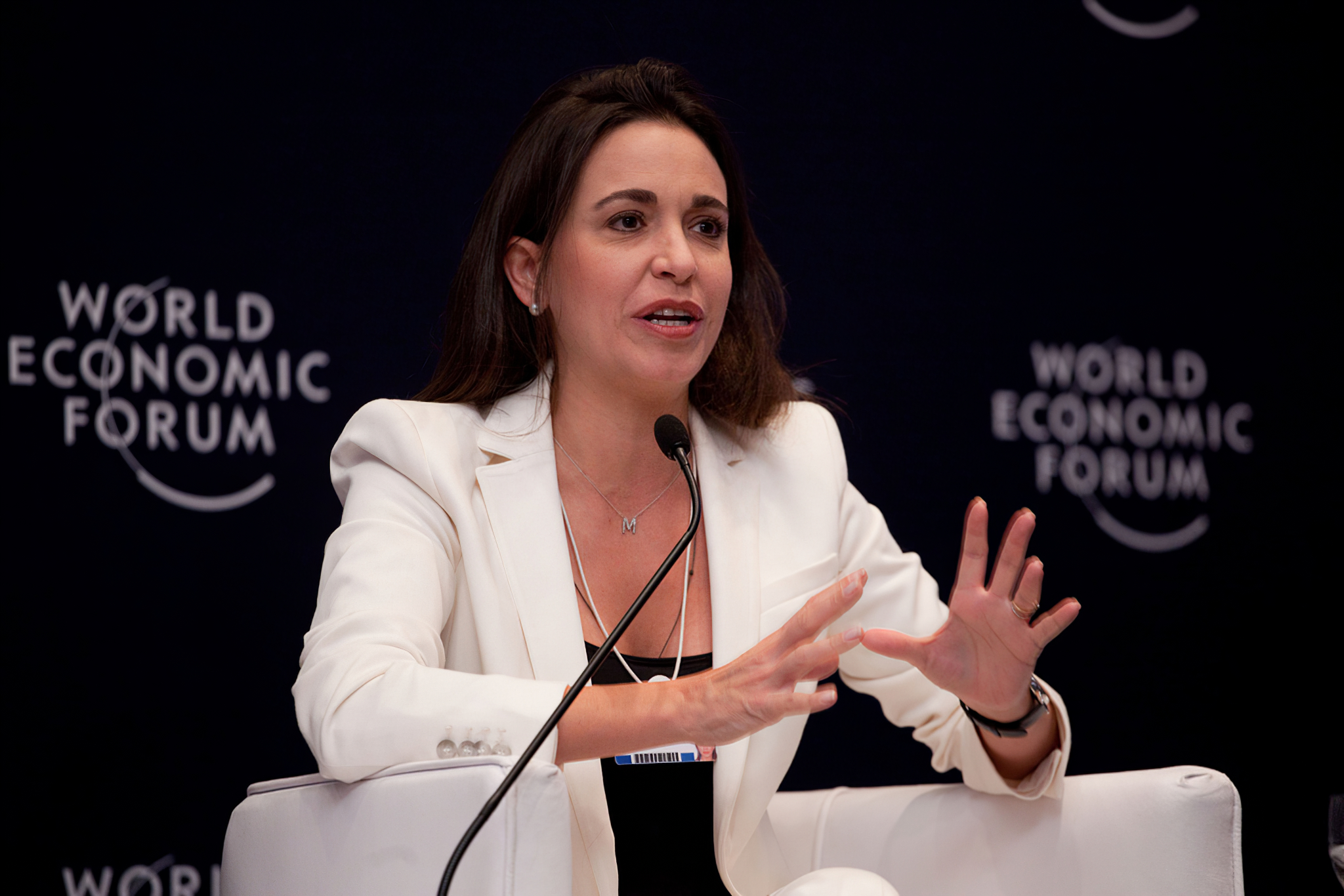
María Corina Machado (2011)

María Corina Machado Parisca (* 7. Oktober 1967 in Caracas) ist eine venezolanische Politikerin.

## Leben

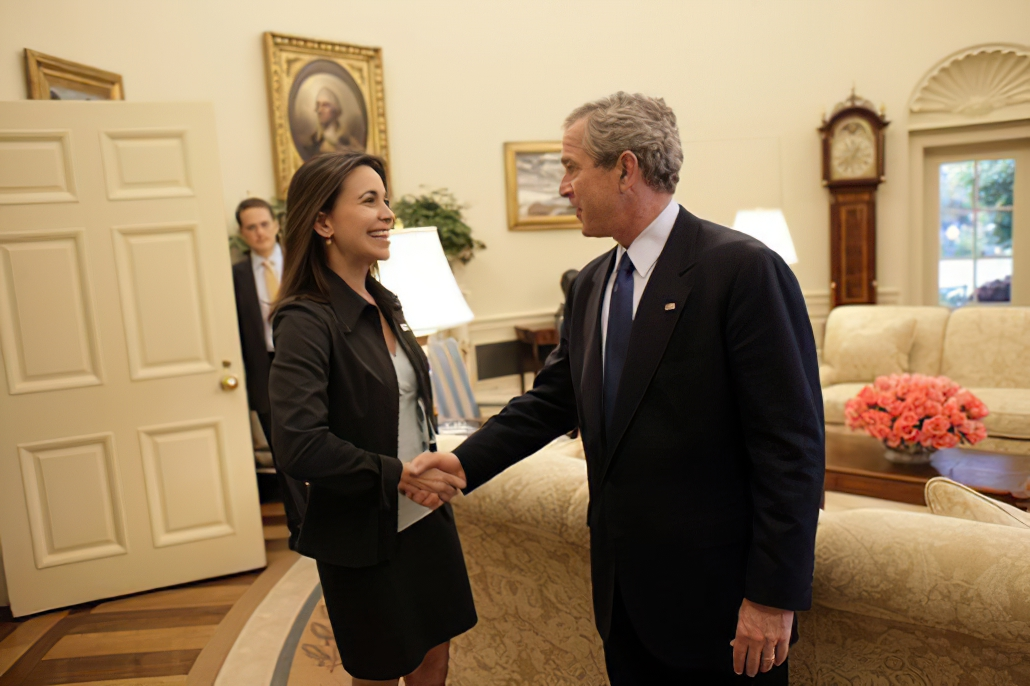
Machado mit George W. Bush im Oval Office (2005)

María Corina Machado studierte Wirtschaftsingenieurwesen an der katholischen Universität Andrés Bello. Sie ist die älteste von vier Töchtern in einer Industriellen-Familie. Ihr Vater war Vorsitzender und Großaktionär der Siderurgica Venezolana Sivensa SA, dem zweitgrößten venezolanischen Stahlproduzenten, dessen wichtigsten Standorte unter Hugo Chávez’ Regentschaft 2010 enteignet und verstaatlicht wurden. Im Jahr 1992 rief sie die Fundación Atenea ins Leben, eine Stiftung, die durch private Spenden die Betreuung von gefährdeten Straßenkindern in Caracas betreute; sie war auch Präsidentin der Oportunitas Stiftung. Nachdem sie im Automobilsektor in Valencia gearbeitet hatte, zog sie 1993 nach Caracas.

### Opposition zu Chavez
Machado war im Juli 2002 eine der Gründerinnen der Nichtregierungsorganisation Súmate (spanisch für „Mach mit“, Vereinigung zur Förderung von Verfassung und Demokratie) für freie Ausübung politischer Rechte und Bürgerrechte.
2002 unterzeichnete Machado das Carmona-Dekret, welches sich auf Artikel 350 der Verfassung berief, welcher zivilen Ungehorsam erlaubt, falls der Staat demokratische Prinzipien verletzt. Durch die nach dem Generalstreik laut dem venezolanischen Journalisten und Politiker Jorge Olavarría chaotischen Vorgänge wurde die gebildete Übergangsregierung wieder von der Macht verdrängt und wurden die Beteiligten von den Chavisten als Putschisten bezeichnet. 2004 veröffentlichte Präsident Hugo Chávez Dokumente, die zeigen sollen, wie das National Endowment for Democracy (NED) Organisationen der Zivilgesellschaft des Landes, darunter Súmate, finanzierte, sowie die Verdreifachung dieser Zuwendungen von 250.000 $ auf 0,9 Mio. $ im Jahr 2000/2001. Maria Corina Machado, Alejandro Plaz und andere Mitglieder wurden wegen der Annahme dieser Gelder zur Wählerbeeinflussung für das Wiederwahlreferendum 2004 von der Regierung Chávez des Landesverrats und der Konspiration angeklagt. Am 12. November 2011 wurde bei einer Wahlveranstaltung in Caracas ein Anschlag auf Machado verübt, bei dem Unbekannte einen ihrer Mitarbeiter durch Schüsse verletzten.
Am 13. Januar 2012 konfrontierte Machado den damaligen Präsidenten Chávez während der Rede zur Lage der Nation mit den Problemen der Menschen in Folge von Lebensmittelknappheit, Kriminalität und Verstaatlichung. Dabei warf sie Chávez vor, dass er zwar sage, dass er das Recht auf Eigentum schütze, gleichzeitig aber Kleinunternehmer enteigne. Dabei sagte sie: „Enteignung ohne Bezahlung ist Diebstahl.“
Im Jahr 2012 gründete sie die Bewegung Vente Venezuela. Im März 2014 wurde Machado auf Geheiß des damaligen Parlamentspräsidenten aus der Kammer ausgeschlossen, weil sie eine Einladung Panamas zu einer Rede vor der OAS angenommen hatte. Kurz zuvor hatte das von den Chávez Anhängern dominierte Parlament bereits ihre Parlamentarische Immunität aufgehoben. Im Mai verhängte die Justiz eine Ausreisesperre und Anfang Dezember 2014 wurde sie formell der „Verschwörung“ angeklagt, wofür in Venezuela bis zu 16 Jahre Haft drohten.
Machado bezeichnete die Regierung Venezuelas ab Mai 2016 als „Militärdiktatur“ sowie zusätzlich gegenüber der OAS als „mafiös“ und „grausam“. Im Mai 2018 traf sie die beiden ehemaligen Präsidenten Kolumbiens Uribe und Pastrana auf der Grenzbrücke.

### Präsidentschaftswahl 2024
Im Juli 2023 wurde Machado für 15 Jahre die Ausübung öffentlicher Ämter verboten und somit die Teilnahme an der Präsidentschaftswahl 2024. Nachdem auch ihrer Ersatzkandidatin Corina Yoris die Einschreibung für die Kandidatur verweigert worden war, trat Edmundo González als Gemeinschaftskandidat des Oppositionsbündnisses Mesa de la Unidad Democrática an, das auch von Machado unterstützt wird. Hätte sie unter regulären Bedingungen an den Wahlen teilnehmen können, wäre ihr der Sieg gemäß diverser Umfragen sicher gewesen. Stattdessen tourte sie nun in dessen Namen durchs Land und versuchte mit ihrer Popularität den neuen Kandidaten bekannt zu machen („Todo el mundo con Edmundo“ – „Die ganze Welt mit Edmundo“). Kurz vor den Wahlen lag er in Umfragen zwischen 20 und 30 Prozent vor Maduro. Für den Wahltag organisierte sie „kleine Kommandos“ (spanisch: pequeños comandos) genannte örtliche Gruppen von Verteidigern der Demokratie, die in den Wahlbüros Wahlfälschung zu verhindern versuchten bzw. dokumentierten.
Anfang August 2024 schrieb Machado in einem Gastbeitrag von The Wall Street Journal u. a., dass Maduro entgegen der offiziellen Wahlergebnisse geschlagen wurde und dass sie sich versteckt halte, weil sie um ihr Leben fürchte. Machado zufolge töteten venezolanische Sicherheitsbehörden seit der Wahl mindestens 20 Menschen und inhaftierten 1000 weitere. Außerdem seien während der Demonstrationen gegen die Regierung von Maduro Menschen verschwunden.
Am 9. Januar 2025, einen Tag vor Maduros erneuter Amtseinführung, wurde Machado von Sicherheitsbehörden der Regierung festgenommen, als sie an einer Kundgebung in Caracas teilnahm; sie wurde am selben Tag wieder auf freien Fuß gesetzt.

## Auszeichnung
- 2024: Sacharow-Preis, zusammen mit Edmundo González für ihren Kampf der „Wiedereinführung von Freiheit und Demokratie“ in Venezuela.[22]
- 2024: Václav-Havel-Menschenrechtspreis[23]